# Eduard von Beyer
Hans Maximilian Eduard von Beyer (* 25. Juli 1787 in Berlin; † 30. November 1873 in Görlitz) war ein preußischer Generalmajor und Inspekteur der Schlesischen Festungsinspektion.

## Leben

### Herkunft
Er entstammt der am 21. Oktober 1786 in den preußischen Adelsstand erhobenen Familie von Beyer. Seine Eltern waren Friedrich Eberhard Georg von Beyer (* 22. Dezember 1739; † 2. Februar 1818) und dessen Ehefrau Auguste Ernestine Sophie, geborene von Böhmer (* 12. September 1754; † 6. März 1826). Sein Vater war Herr auf Schloss Friedeburg sowie königlich preußischer Geheimer Oberfinanzrat. Der Generalleutnant August von Beyer war sein Bruder.

### Militärkarriere
Sein schulische Bildung erhielt Beyer auf dem Köllnischen Gymnasium in Berlin. Am 1. April 1800 kam er als Gefreitenkorporal in das Infanterieregiment Nr. 23. Dort wurde er am 25. November 1805 zum Fähnrich befördert. Im Vierten Koalitionskrieg kämpfte er in der Schlacht bei Jena, machte den Rückzug nach Erfurt mit, wo er nach der Kapitulation der Festung inaktiv gestellt wurde. Am 25. Januar 1808 wurde er als Sekondeleutnant der Armee mit Halbsold wieder angestellt. Am 17. März 1810 wurde er zum Kadettenkorps versetzt. Am 9. März 1813 wurde er dem Ingenieurkorps aggregiert. Er nahm an den Belagerungen von Maubeuge, Givet, Landrecies, Philippeville, Rocoy und Avesnes teil. In der Zeit wurde er am 17. März 1814 zum Premierleutnant befördert. 1815 erwarb er sich in der Schlacht bei Ligny das Eiserne Kreuz II. Klasse, danach nahm er auch noch an den Kämpfen bei Belle Alliance teil.
Nach dem Krieg wurde er am 20. April 1816 als Hauptmann 2. Klasse zum Kommandeur der 1. Kompanie der 5. Pionierabteilung in Glogau ernannt. Am 25. August 1818 wurde er zum Hauptmann 1. Klasse befördert. Am 3. Februar 1819 beauftragte man ihn mit der Wahrnehmung der Geschäfte als Ingenieuroffizier in Glogau, am 27. Mai 1820 erhielt er seine Bestätigung. Am 14. Juli 1828 wurde er zum Major befördert. Am 18. April 1837 wurde mit der Wahrnehmung der Geschäfte als Inspekteur der Schlesischen Festungsinspektion beauftragt und am 14. Januar 1838 zum Inspekteur ernannt. Am 30. März 1839 wurde er in dieser Stellung zum Oberstleutnant und am 10. September 1840 zum Oberst befördert. Ferner bekam er am 30. Oktober 1841 den Roten Adlerorden III. Klasse mit Schleife, bevor er am 19. März 1833 mit dem Charakter als Generalmajor und der gesetzlichen Pension zur Disposition gestellt wurde. Ab dem 11. Mai 1844 erhielt er zu seiner bisherigen Pension eine persönliche Zulage von 200 Talern. Er starb am 30. November 1873 in Görlitz.

### Familie
Beyer heiratete am 28. November 1817 in Breslau Henriette Theodosie Pauline Praedel (* 19. Februar 1792; † 7. Januar 1830), eine Tochter des Geheimen Kriegsrates Praedel in Breslau. Aus der Ehe gingen folgende Kinder hervor:
- Georg Bernhard (* 12. Dezember 1819; † 14. April 1895), Regierungsrat a. D. ⚭ 1857 Therese Luise Frieda von Loeben (* 11. Januar 1837; † 14. November 1903)
- Moritz (* 10. Januar 1821; † 7. Oktober 1897)[1] ⚭ 1850 Cäcilie Doms (* 23. Februar 1820; † 4. September 1919)

Nach ihrem Tod seiner ersten Frau heiratete Beyer in Glogau Julie Luise Forster (* 9. Juni 1796; † 11. November 1871), verwitwete Uber aus Neuchatel. Das Paar hatte noch einen Sohn:
- Georg Eduard Benno (* 1. November 1836; † 22. August 1890), Oberstleutnant a. D. ⚭ 1868 Marie Charlotte Henriette Rudolfine von Jeetze (* 7. August 1841; † 30. November 1907)[2]